# Callichilia basileis
Callichilia basileis là một loài thực vật có hoa trong họ La bố ma. Loài này được Beentje mô tả khoa học đầu tiên năm 1978.